# Parafia Matki Boskiej Różańcowej w Wełtyniu
Parafia pod wezwaniem Matki Boskiej Różańcowej w Wełtyniu – parafia rzymskokatolicka, należąca do dekanatu Gryfino, archidiecezji szczecińsko-kamieńskiej, metropolii szczecińsko-kamieńskiej. Siedziba parafii mieści się w Wełtyniu przy ulicy Szkolnej. Prowadzą ją księża diecezjalni.

## Kościół parafialny
Kościół Matki Boskiej Różańcowej w Wełtyniu

## Kościoły filialne i kaplice
Kościół św. Anny w Wirowie